# Oedothorax muscicola
Oedothorax muscicola là một loài nhện trong họ Linyphiidae.
Loài này thuộc chi Oedothorax. Oedothorax muscicola được Robert Bosmans miêu tả năm 1988.